# 御湯殿上日記
御湯殿上日記（おゆどののうえのにっき・お湯殿の上の日記）とは、御所に仕える女官達（内侍司の典侍、内侍など）によって書き継がれた当番制の日記。

## 概説
禁裏（宮中）にある清涼殿御湯殿の側に女官達の控えの間、御湯殿の上があり、そこに備え付けられていたといわれている。当番の女官によって交替で書かれたもので字体は女房文字（仮名文）であるが、記録体の部分もある。稀に当代の天皇自身が代わりに書いたと思われる箇所もあるとされている。
本来はいわば宮中の機密日誌（秘記）であり非公開のものであったが、後日の参考のために写本が作られる場合もあり、そのため正本・写本・抄本を合わせると室町時代の文明9年（1477年、後土御門天皇代）から文政9年（1826年、仁孝天皇代）の350年分の日記が途中に一部欠失があるもののほとんどが伝わっている。『続群書類従』補遺三として文明九年より霊元天皇の貞享四年（1687年）までの約 200年分が刊行されている。特に戦乱の激しかった戦国時代の記録が残されているという点で貴重な史料である。また宮廷の女性達が用いていた文字や言語（女房言葉）の研究の分野においても貴重な資料となっている。
主に天皇の日常の動向が記述の中心であるが、宮廷行事や任官叙位、下賜進献などの宮中での出来事、皇族・女官・公家の動静等、有職故実面や政治の表舞台には現れない記事も見られる。年中行事・歌会・舞楽・立花・茶湯・貝合・楊弓・囲碁・蹴鞠などの儀礼・文芸・雑芸記事に富むほか、将軍や諸大名ら武家側との交渉や年貢出納など皇室の経済状況、京都内外の雑事も窺える。『群書類従』に慶長3年（1598年）分が収録されて以来、宮廷史・政治史の根本史料として注目されるようになった。
明応九年（1500）正月から大永六年（1526）5月の後柏原天皇代は欠載。正親町天皇が年始三日間の記事に宸翰を染めた元亀三年（1572年）正月分の原本が東山文庫に伝存するほか、江戸時代の霊元天皇貞享元年（1684年）より仁孝天皇文政九年（1826年）までの正本御湯殿上日記が約四百五十冊伝来し、そのうち慶長十六年（1611年）から延宝二年（1674年）までは寛永二年（1625年）一年分のみが現存する。宮内庁書陵部に所蔵されるのは文化十四年（1817年）から文政三年（1820年）の四年分十三冊の正本である。